# نبرد مورچه‌خورت
نبرد مورچه خورت نبردی بود بین سپاهیان متحد نادر شاه افشار و شاه طهماسب دوم از یک سو و سپاه متحد اشرف افغان و عثمانی از سوی دیگر که در «مورچه‌خورت» در حوالی اصفهان (پایتخت وقت) در گذر از روستا طار و روستا طرق رود درگرفت و نهایتاً به پیروزی افشاریان انجامید. این نبرد در ۲۰ ربیع الثانی ۱۱۴۲ قمری / ۲۱ آبان ۱۱۰۸ خورشیدی رخ داد.
پیش از این نبرد اشرف افغان از سلطان احمد سوم عثمانی درخواست کمک کرده و او نیز سپاهی را روانه کرد.

## پیش زمینه
طهماسب قلی (نادر)، که نمی‌خواست کسی شریک افتخاراتش باشد، در این هنگام، برای آنکه بخت روی از او برنگرداند، با نهایت دقت مشغول به کار شد؛ و به پادشاه گفت که دیگر وجود او برای تشویق و تشجیع سربازان لازم نیست، زیرا از پیروزی آن‌ها در دامغان معلوم شد که هوتکیان را خوار می‌شمارند و از آن‌ها بیمی ندارند. همچنین گفت که بدون تردید آن‌ها را به زودی از میان خواهد برد؛ و چون همه چیز به زندگی گرانبهای پادشاه وابسته است، اگر صدمه‌ای به او وارد آید، مردم دیگر از زیر یوغ ظالمانه هوتکیان رها نخواهند شد؛ و از آنجا که پادشاه از خود دلیری‌ها نشان داده‌است، مردم او را دوست می‌دارند و نمی‌خواهند به چنان وجود گرانبهایی آسیبی برسد، لذا سربازانش از او با کمال فروتنی می‌خواهند که با شش یا هشت هزار نگهبان در تهران بماند.
در این ضمن اشرف، که انتظار حمله دشمن را می‌کشید، برای مقابله با او (نادر) تدارکات لازم را می‌دید، زیرا نه تنها سلطنت، بلکه جان او بسته به این واقعه بود؛ لذا، به امید لذت بخش جبران شکست خود در دامغان، تمام استعداد و کوشش خویش را در انتخاب اردوگاه مناسبی به کار برد، و برای نصب توپ‌ها مکان‌های مناسبی تعیین کرد، و جلو آن‌ها سنگر ساخت، و قوای خود را تا حد امکان منظم نمود.

## نبرد
در بامداد روز ۱۳ نوامبر ۱۷۲۹، طهماسبقلی خان با قشون آماده به جنگ خود ظاهر شد. افشاریان به سوی هوتکیان پیش رفتند، و در برابر شلیک زنبورکها و قسمتی از توپ‌های آن‌ها با نظم پایداری کردند؛ و چون به دشمن نزدیک شدند، همگی به آن‌ها حمله بردند. این حمله بی باکانه و منظم حتی کارآزموده‌ترین سربازان را مات و مبهوت می‌کرد. هوتکی‌های متحیر چون دیدند عده زیادی از دوستانشان به خاک هلاک می‌افتند و تقریباً تمام گلوله‌های دشمن به هدف اصابت می‌کند به فکر نجات جان خود افتادند و از صحنه گریختند.

## فرجام جنگ
قسمت عمده هوتکی‌ها در ساعت سه بعد از ظهر به اصفهان رسیدند، و خود اشرف با عده کمی از سربازان در شب آن روز وارد پایتخت شد. هوتکیان ادعا می‌کردند که بر دشمن پیروز شده‌اند، ولی در اثر گریه و زاری زنان و کودکان آن‌ها در قلعه، خلاف قضیه ثابت شد. همچنین در سایر قسمت‌های شهر آشوبی عظیمی برپا بود، زیرا ساکنان تیره بخت پایتخت می‌دانستند که اگر هوتکیان شکست بخورند، آن‌ها را قتل‌عام خواهند کرد. اما اشرف به اندازه‌ای متوحش شده بود که اگر هم این قصد را داشت نتوانست آن را اجرا کند. با وجود این، با آلودن دست خود به خون شاه سلطان حسین انتقام خویش را گرفت.